# Esplugues Televisió
Esplugues Televisió (ETV) és la cadena de televisió local d'Esplugues de Llobregat, que pertany al Grup de Comunicació Global i s'emet per la TDT al canal 36. La cadena emet programes de caràcter cultural, contingut local i comarcal i informatius. La seva primera emissió va tenir lloc el juny de 1983, tot i que no va tenir una programació regular fins al 21 de setembre de l'any 1986. El 2008 va rebre el Premi Nacional Joan Coromines, lliurat per la Coordinadora d'Associacions per la Llengua catalana.

## Història
Durant els primers anys, des de 1983 fins a 1985 i principis del 1986, ETV cercava un lloc estable on ubicar el seu centre emissor i així millorar el senyal de televisió, per tant es va limitar a fer emissions esporàdiques. Va ser el 21 de setembre de l'any 1986 quan va iniciar les seves emissions regulars i sense interrupcions que van acabar consolidant la cadena. La Gala de presentació de programes de la temporada de tardor, l'any 1993, va ser un dels primers actes públics de l'emissora.
Dos equips d'ETV es van dirigir cap a Sarajevo el desembre de 1995 per portar aliments recollits a Esplugues de Llobregat i informar de primera mà del conflicte dels Balcans.
La cobertura es va estendre fins a Pallejà, Molins de Rei i Cervelló l'any 2001, quan es va engegar el nou centre emissor, i el 2003 es va estrenar les seves instal·lacions actuals. L'any 2006, amb l'atorgament de les Concessions de TDT-Local, va aconseguir la seva llicència i es va convertir en el primer projecte de TDT al Baix Llobregat i el tercer de tota Catalunya.
ETV va incorporar altres mitjans com a grup de comunicació audiovisual: l'any 2007 es crea E-digital, el primer diari digital del Baix Llobregat. Aquest mateix any, ETV amb tot un conjunt de televisions d'arreu de Catalunya van crear dues noves plataformes de televisió privades: Televisions Digitals Independents (TDI) i l'Associació de Mitjans de Proximitat (AMP) de les quals, el director d'ETV, Frederic Cano n'és el president. El 2008 ETV va crear amb altres emissores el grup d'emissores de ràdio a tot Catalunya, Emissores Catalanes Audiovisuals de Proximitat i l'abril del 2010 va néixer el setmanari de pagament del Baix Llobregat i l'Hospitalet. També existeix, des de 2013, la pàgina web de la cadena.
ETV ha estat guardonada amb el premi Joan Coromines, organitzat per la Coordinadora d'Associacions per la Llengua Catalana, i amb el de comunicació als premis "Pont d'Esplugues".